# Lungtok Gyatso
Lungtok Gyatso (transliteració Wylie: lung rtogs rgya mtsho, trascripció pinyin xinesa: Lóngduǒ Jiācuò, xinès: 隆朵嘉措) (Dan Chokhor, 1 de desembre del 1805 - Lhasa, 26 de març del 1815) va ser el 9è Dalai-lama.
Lungtok Gyatso (també transliterat Lungtog Gyatso i Luntok Gyatso) va néixer l'1 de desembre de 1805 o el 20 de gener de 1806 a Dan Chokhor, un petit poble a la regió històrica de Kham. Els seus pares eren Tenzin Choekyong i Dhondup Dolma.
L'emperador xinès Qianlong havia emès en 1792 una sèrie de lleis per l'administració més eficaç de l'imperi, i una d'aquestes lleis va canviar la manera d'elecció del Dalai Lama al Tibet. Anteriorment, quan moria un Dalai Lama, hom en cercava la reencarnació en un infant, que a partir d'aquell moment era [re]educat per a la seva futura comesa. Però el mecanisme havia quedat en dubte perquè algunes de les successives reencarnacions havien semblat massa políticament oportunes (i, tal vegada massa poc del gust de l'emperador xinès). El nou mecanisme seria per insaculació entre una terna de candidats a ser la reencarnació. Com que Lungtog Gyatso, quan el van trobar, tenia un coneixement impressionant de la vida del Dalai Lama anterior, van demanar a l'emperador que fes una excepció, que aquest concedí. L'any 1807 el nen va ser reconegut com a reencarnació del Vuitè Dalai Lama i fou escortat a Lhasa amb gran cerimònia. El 10 de novembre del 1808 va ser entronitzat al Palau de Potala; rebé els seus vots de principiant el Panchen Lama, que li donà el nom de Lungtok Gyatso.
El seu breu regnat va coincidir amb l'afebliment de la dinastia Qing i l'augment de l'interès de l'imperi Britànic per la regió. Un fet a destacar fou l'arribada de l'escriptor Thomas Manning (1772-1840), el primer anglès a visitar el país, rebut en audiència pel Dalai Lama el 1811.
El 26 de març de 1815 Lungtok Gyatso va morir a l'edat de nou anys probablement a causa d'una pneumònia, encara que també podria haver estat assassinat (els tres Dalai Lama següents van morir també molt joves). Llavors va començar un conflicte pel poder al Tibet entre l'emperador xinès i el govern tibetà de Ganden Podrang.